# Karl Schilling (Regierungspräsident)
Karl Schilling (* 19. Juli 1858 in Berlin; † 12. Dezember 1931 in Gassendorf, Niederschlesien) war ein deutscher Verwaltungsjurist und preußischer Landrat im Landkreis Liegnitz (1888–1899) sowie Regierungspräsident in Marienwerder (1906–1920).
Dr. jur. Schilling wechselte am 1. Mai 1906 als Vortragender Rat vom Ministerium für Landwirtschaft, Domänen und Forsten auf den Posten des Regierungspräsidenten in Marienwerder, Provinz Westpreußen.